# Yoo Hyun
Đây là một tên người Triều Tiên, họ là Yoo.
Yoo Hyun (sinh ngày 1 tháng 8 năm 1984) là một cầu thủ bóng đá Hàn Quốc hiện tại thi đấu cho FC Seoul.
Anh từng là thành viên của đội tuyển bóng đá quốc gia Hàn Quốc tại Đại hội Thể thao Đông Á 2005. Năm 2007, anh gia nhập đội bóng tại Giải Quốc gia Hàn Quốc Ulsan Hyundai Mipo Dockyard. He was awarded MVP năm 2008 by the Giải Quốc gia Hàn Quốc.
Năm 2009, anh chuyển đến đội bóng mới thành lập Gangwon FC với tư cách thành viên sáng lập cùng cựu huấn luyện viên của Ulsan Hyundai Mipo Dockyard Choi Soon-Ho.
Anh rời Gangwon để đến Incheon United trong thương vụ hoán đổi với Song Yoo-Geol ngày 28 tháng 11 năm 2011. Vào tháng 1 năm 2013 anh gia nhập Police FC tại giải K League mùa giải 2013 để thực hiện nghĩa vụ quân sự.

## Danh hiệu

### Câu lạc bộ
Ulsan Hyundai Mipo Dockyard
- Giải Quốc gia Hàn Quốc (2): 2007, 2008
- Cúp Chủ tịch Hàn Quốc (1): 2008

### Cá nhân
- Giải Quốc gia Hàn Quốc MVP (1): 2008